# Adam Payerl
Adam Payerl, född 4 mars 1991, är en kanadensisk professionell ishockeyspelare som tillhör NHL–organisationen Pittsburgh Penguins och spelar för Wilkes-Barre/Scranton Penguins i AHL. Han har tidigare spelat på lägre nivåer för Wheeling Nailers i ECHL och Barrie Colts och Belleville Bulls i OHL.
Payerl blev aldrig draftad av någon NHL–organisation.

## Statistik
| 2006–2007   | Kitchener Jr. Rangers Minor Midget AAA | AHMMPL      | 54  | 37 | 24 | 61  | 63  | —  | — | — | — | —  |
| 2007–2008   | Barrie Colts                           | OHL         | 47  | 4  | 3  | 7   | 20  | 1  | 0 | 0 | 0 | 0  |
| 2008–2009   | Barrie Colts                           | OHL         | 68  | 7  | 10 | 17  | 59  | 5  | 0 | 1 | 1 | 8  |
| 2009–2010   | Belleville Bulls                       | OHL         | 67  | 17 | 26 | 43  | 39  | —  | — | — | — | —  |
| 2010–2011   | Belleville Bulls                       | OHL         | 63  | 10 | 19 | 29  | 79  | 4  | 0 | 0 | 0 | 0  |
| 2011–2012   | Belleville Bulls                       | OHL         | 61  | 22 | 25 | 47  | 106 | 6  | 1 | 2 | 3 | 9  |
|             | Wilkes-Barre/Scranton Penguins         | AHL         | 2   | 0  | 1  | 1   | 2   | —  | — | — | — | —  |
| 2012–2013   | Wilkes-Barre/Scranton Penguins         | AHL         | 44  | 3  | 7  | 10  | 53  | 15 | 2 | 1 | 3 | 13 |
|             | Wheeling Nailers                       | ECHL        | 4   | 1  | 0  | 1   | 15  | —  | — | — | — | —  |
| 2013–2014   | Pittsburgh Penguins                    | NHL         | 1   | 0  | 0  | 0   | 2   | —  | — | — | — | —  |
|             | Wilkes-Barre/Scranton Penguins         | AHL         | 38  | 3  | 6  | 9   | 30  | —  | — | — | — | —  |
| NHL totalt  | NHL totalt                             | NHL totalt  | 1   | 0  | 0  | 0   | 2   | —  | — | — | — | —  |
| AHL totalt  | AHL totalt                             | AHL totalt  | 84  | 6  | 14 | 20  | 85  | 15 | 2 | 1 | 3 | 13 |
| ECHL totalt | ECHL totalt                            | ECHL totalt | 4   | 1  | 0  | 1   | 15  | —  | — | — | — | —  |
| OHL totalt  | OHL totalt                             | OHL totalt  | 306 | 60 | 83 | 143 | 303 | 16 | 1 | 3 | 4 | 17 |